# Marinos Ouzounidīs
Marinos Ouzounidīs (in greco: Μαρίνος Ουζουνίδης; Alessandropoli, 10 ottobre 1968) è un allenatore di calcio ed ex calciatore greco, di ruolo difensore, tecnico dell'Arīs Salonicco.

## Palmarès

### Giocatore
- Campionato greco: 2

Panathinaikos: 1994-1995, 1995-1996
- Coppa di Grecia: 3

Panathinaikos: 1992-1993, 1993-1994, 1994-1995
- Supercoppa di Grecia: 2

Panathinaikos: 1993, 1994
- Campionato cipriota: 1

APOEL: 2001-2002

### Allenatore
- Campionato cipriota: 1

APOEL: 2006-2007
- Coppa di Romania: 1

U Craiova: 2020-2021
- Supercoppa di Romania: 1

U Craiova: 2021